# Tipula crastina
Tipula crastina är en tvåvingeart som beskrevs av Alexander 1941. Tipula crastina ingår i släktet Tipula och familjen storharkrankar. Inga underarter finns listade i Catalogue of Life.